# قطعنامه ۱۱۹۵ شورای امنیت
قطعنامه ۱۱۹۵ شورای امنیت سازمان ملل متحد که در تاریخ ۱۵ سپتامبر ۱۹۹۸ تصویب شد، سندی بین‌المللی دربارهٔ بررسی وضعیت در آنگولا است. این قطعنامه طی نشست ۳۹۲۵ام با ۱۵ رای موافق، ۰ مخالف و ۰ ممتنع تصویب شد.